# Ksenija Benedetti
Ksenija Benedetti (rojena Mahne), predavateljica, muzikologinja, pianistka in nekdanja vodja Protokola Republike Slovenije, * 7. avgust 1965, Koper
Med letoma 2000 in 2018 je bila šefinja protokola Vlade RS.
Med letoma 1991 in 1998 je delala v Avditoriju Portorož, kjer je bila nazadnje vodja kulturne dejavnosti, nato je bila vodja protokola v podjetju Metropol Group. Predava na delavnicah.

## Izobrazba
Obiskovala je Osnovno šolo Dušana Bordona v Semedeli. Na koprski gimnaziji, kjer je obiskovala program klasične gimnazije, je maturirala leta 1985.
Na Filozofski fakulteti v Ljubljani je leta 1990 diplomirala iz muzikologije, leta 1997 je zaključila podiplomski študij MBA na Poslovni šoli Bled, leta 1999 pa je diplomirala na Londonski šola za odnose z javnostmi (LSPR) v Ljubljani.
Na Centru za glasbeno vzgojo Koper se je učila igrati klavir. Govori še angleško in italijansko.

## Umetniško ustvarjanje
Bila je uvrščena na 12. republiško srečanje pesnikov in pisateljev začetnikov v organizaciji Zveze kulturnih organizacij Slovenije leta 1984. V srednji šoli in na fakulteti je bila skupaj s psihiatrom Andrejem Marušičem članica pop skupine z imeni Bela čokolada, Plexus Solaris in Heroid funebre. Klavir je igrala v portoroškem hotelu Palace in v Slovenskem stalnem gledališču v Trstu. Nastopa tudi na albumu kvinteta svojega moža Sprehod (samozaložba, 2020). Je ljubiteljska slikarka.

## Zasebno
Rodila se je kot edini otrok strojnemu tehniku Francu (oz. Ladu) Mahnetu in Mariji (roj. Male), učiteljici likovnega pouka in matematike. Do svojega tretjega leta je živela v Hrvatinih, mladost je preživela še v Olmu in Markovcu. Starši so se kasneje ločili. Njen dedek je bil partizan Jakob Male.
Po 17 letih zakona se je leta 2012 ločila od Sandra Benedettija, ki ga je spoznala v Dolomitih, čeprav sta bila že sokrajana. Živela je med Markovcem in Ljubljano. Od leta 2016 je poročena z igralcem Borisom Cavazzo, s katerim je v zvezi od leta 2014.